# Upplands runinskrifter 1064
Upplands runinskrifter 1064 är ett försvunnet vikingatida runstensfragment i Nyvalla, Viksta socken och Uppsala kommun.

## Inskriften
Translitterering av runraden:
[bia... ... raisa + sten ... ...bi + ant + ... risti runaʀ · þisr]
Normalisering till runsvenska:
Bia[rn](?) ... ræisa stæin ... [hial]pi and ... risti runaʀ þessaʀ.
Översättning till nusvenska:
Björn(?) ... resa stenen ... hjälpe anden ... ristade dessa runor.